# Cloranil
Cloranil é uma quinona clorada com a fórmula molecular C6Cl4O2.